# NGC 319
NGC 319 (również PGC 3398) – galaktyka spiralna z poprzeczką (SBa), znajdująca się w gwiazdozbiorze Feniksa. Odkrył ją John Herschel 5 września 1834 roku.